# Braquage en famille
Pour plus de détails, voir Fiche technique et Distribution.
Braquage en famille est un téléfilm français réalisé par Pierre Boutron, diffusé pour la première fois le 8 septembre 2008 sur TF1.

## Synopsis
Libéré pour bonne conduite après cinq ans de prison, Marcel Jacquin, un ancien braqueur, est accueilli par sa petite-fille, Justine. Son fils, un policier, ne lui a plus donné signe de vie depuis son incarcération. Le grand-père va reprendre du service, mais cette fois, pour la bonne cause, selon les dires de Justine. Étudiante en médecine, la jeune femme a besoin des talents de son papy pour forcer le coffre d'un laboratoire pharmaceutique qu'elle soupçonne de coupables malversations. Justine veut prouver que le laboratoire teste, de façon tout à fait illégale, un vaccin expérimental sur les populations civiles d'un État africain en guerre. Les preuves sont stockées dans le coffre, et qui dit coffre à forcer, dit forcément Marcel...

## Fiche technique
- Scénario : Pierre Boutron
- Pays :  France
- Production : Iris Bucher
- Musique : Angélique Nachon
- Photographie : Guy Famechon
- Montage : Patrice Monnet
- Décors : Denis Seiglan
- Costumes : Eve-Marie Arnault
- Durée : 100 minutes

## Distribution
- Michel Aumont : Marcel Jacquin
- Christophe Dechavanne : Antoine Jacquin
- Julia Molkhou : Justine Jacquin
- Jean Dell : Le gérant
- Jean-Michel Dupuis : Guimont-Villiers
- Christian Bouillette : Le divisionnaire
- Matthieu Tribes : Alain
- Yves Pignot : Le directeur de prison
- Denis Leroy : l'adjoint Guimont-Villiers
- Jacques Bondoux : le gardien
- Stefan Elbaum : le planton
- Julia Brodier : la secrétaire laboratoire
- David Assaraf : l'inspecteur